# マクロシン
マクロシン（英：Macrocin）はマクロライド系抗生物質である。生合成的には、デメチルマクロシン-O-メチルトランスフェラーゼによりデメチルマクロシンから生成され 、マクロシン-O-メチルトランスフェラーゼによって動物用医薬品として使用される抗生物質であるタイロシンに変換される。